# Cryptasterina
Cryptasterina is een geslacht van zeesterren uit de familie Asterinidae.

## Soorten
- Cryptasterina hystera Dartnall & Byrne, 2003 in Dartnall, Byrne, Collins & Hart, 2003
- Cryptasterina pacifica (Hayashi, 1977)
- Cryptasterina pentagona (Muller & Troschel, 1842)